# French Open 1952 (Badminton)
Die French Open 1952 im Badminton fanden vom 28. bis zum 30. März 1952 in Paris statt. Es war die 24. Auflage des Championats.

## Finalresultate
| Disziplin    | Sieger                       | Finalist                    | Ergebnis           |
| ------------ | ---------------------------- | --------------------------- | ------------------ |
| Herreneinzel | Eddy Choong                  | David Choong                | 15–5, 15–8         |
| Dameneinzel  | Audrey Stone                 | Mimi Wyatt                  | 11–9, 11–2         |
| Herrendoppel | David Choong Eddy Choong     | Henri Pellizza Paul Ailloud | 15–2, 15–5         |
| Damendoppel  | Mavis Henderson Audrey Stone | Mimi Wyatt Queenie Webber   | 15–12, 15–6        |
| Mixed        | Eddy Choong Queenie Webber   | David Choong Mimi Wyatt     | 12–15, 15–1, 15–11 |